# Erich von Wulkow
Erich von Wulkow war ein Lebuser Hauptmann des Markgrafen Ludwig von Brandenburg. Er entstammte dem alten Rittergeschlecht derer von Wulkow, welche ihren Stammsitz im heutigen Wulkow hatten.
Unter der Beschuldigung, der Lebuser Bischof Stephan II. habe die polnischen Söldner ins Land gerufen, zerstörte von Wulkow 1326 im Auftrage des Markgrafen die Residenz des Bischofs von Lebus in Göritz: die Stadt Göritz, die Bistumskirche und andere bischöfliche Gebäude. Bis 1354 war von Wulkow der letzte Vogt der Vogtei Lebus. Belegt ist dies durch die Unterschrift auf einer Verkaufsurkunde der Schmerlmühle als Zeuge aus dem Jahre 1321. Sein Sohn Johann Herrmann von Wulkow übernahm die Stadt Falkenhagen als ritterliches Lehen.